# Хопынгъюган (река, впадает в Ун-Няргитор)
Хопынгъюган (устар. Хопынг-Юган) — река в России, протекает по Ханты-Мансийскому АО. Впадает в два озера — Ун-Няргитор и Ай-Няргитор. Длина реки составляет 19 км. В 5 км от устья по левому берегу впадает река Ампытсоим.

## Данные водного реестра
По данным государственного водного реестра России относится к Нижнеобскому бассейновому округу, водохозяйственный участок реки — Северная Сосьва, речной подбассейн реки — Северная Сосьва. Речной бассейн реки — (Нижняя) Обь от впадения Иртыша.
Код объекта в государственном водном реестре — 15020200112115300028770.